# Серафим (Перович)
Митрополи́т Серафи́м (в миру Са́ва Пе́рович, серб. Сава Перовић; 22 июня 1827 — 17 февраля 1903) — епископ Константинопольской православной церкви, митрополит Захумско-Герцеговинский.

## Биография
Родился в деревне Гориция района Требинье в Герцеговине 22 июня 1827 года в семье отца Йова и матери Аницы, урожденной Укроплиной. При крещении его назвали именем Сава. Начальное образование получил в Монастыре Дужи, где игуменом был его родной дядя Парфений (Перович). Там он освоил грамоту (выучил букварь, сборник церковных песнопений и псалтирь). В 1848 году в Монастыре Дужи был пострижен в монашество и получил имя Серафим. 8 ноября 1848 года митрополит Герцеговинский Иосиф рукоположил его в сан диакона, а 6 декабря 1848 года — в сан иеромонаха. Он оставался иеромонахом в Монастыре Дужи до 1853 года.
В том же 1853 году он поступил в духовную семинарию в Белграде. Благодаря Георгию Николаевичу, который был тогда благочинным в Дубровнике, а затем митрополитом Дубровника, Серафим (Перович) и Никифор (Дучич) были приняты тогдашним митрополитом Петром (Йовановичем) в Белграде в Богословской семинарии в качестве государственных стипендиатов. Оба они закончили семинарию в 1857 году и вернулись в Монастырь Дужи в августе 1857 года. Затем они были приглашены сербским церковным муниципалитетом в Сараево стать учителями. Однако жители Мостара убедили их остаться учителями в сербской школе в Мостаре. Серафим пробыл там до 1858 года, когда он перешел в Монастырь Житомислич, где тогдашний митрополит Герцеговинский Григорий в октябре 1858 года произвел его в сан игумена и назначил настоятелем этого монастыря. 6 июня 1864 года тогдашний митрополит Герцеговинский Прокопий возвёл его в сан архимандрита.
Он отправился в Россию в 1864 году для сбора пожертвований для Житомисличского монастыря, пробыл там около двух лет и выучил русский язык. Пока он был в России, российский император Александр II наградил его золотым наперсным крестом в Санкт-Петербурге. В 1866 году он вернулся из России в Житомислицкий монастырь, где оставался до 1870 года.
В феврале 1870 года он был арестован османским правительством вместе со своим братом Йовом и иеромонахом Леонтием (Радуловичем), впоследствии митрополитом. Они провели год в тюрьме в Сараево. В марте 1871 года турецкое правительство отправило их из Сараево в Константинополь, а затем из Константинополя в Триполи, где они пробыли три месяца. После этого их отправляют в Феццан в город Мурзук. В этом африканском месте они провели целых 5 лет, до 1876 года. Они были освобождены благодаря вмешательству иностранных консулов и вернулись в Дубровник и Цетинье, где им пришлось оставаться до 1878 года из-за восстания в Герцеговине. Во время русско-турецкой войны 1877 года примкнул к повстанцам. После окончания войны в 1878 году он вернулся в Житомисличский монастырь, которым управлял до 1888 года. В 1879 году император Франц Иосиф I наградил его Рыцарским крестом.
После смерти митрополита Леонтия (Радуловича) он был назначен администратором, а 14 февраля 1889 года — митрополитом Заумско-Герцеговинским. 16 апреля 1889 года состоялась его епископская хиротония, которую совершили: митрополит Сараевский Георгий (Николаевич), епископ Боко-Которский Герасим (Петранович) и епископ Зворницко-Тузланский Дионисий (Илиевич). Во время его правления 25 мая 1897 года в Герцеговине была открыта Консистория.
«Конец жизни Серафима был полон волнений и неудобств. Годы наложили на него зримый след: это был уже не старый боевой Серафим, а старец, подверженный разным, часто не добрым, влияниям. Во время автономной борьбы он был на стороне правительства и в этом направлении проявлял настойчивость, которая не была ни положительной, ни полезной для общенационального дела. Следствием этого стало то, что люди стали избегать церкви и держаться подальше от человека, у которого было такое прекрасное и творческое прошлое».
Он умер 17 февраля 1903 года в Мостаре и был похоронен в Житомисличском монастыре. Отпевание совершил митрополит Дабро-Боснийский Николай (Мандич).